# Shark Night - Il lago del terrore
Shark Night - Il lago del terrore (Shark Night) è un film del 2011 diretto da David R. Ellis. 
Uscito negli Stati Uniti il 2 settembre 2011, in Italia è arrivato direttamente in televisione, trasmesso dal canale Sky Cinema. Viene spesso confuso con il film Shark 3D, altro film di squali, per alcune scene simili. Il film non è stato accolto da critiche molto positive, incassando, in tutto il mondo, solo 40 milioni di dollari.

## Trama
Lago Pontchartrain, Louisiana. Una ragazza in bikini si sta rilassando finché il suo ragazzo non le toglie il reggiseno e lo lancia in acqua. La ragazza è così costretta a nuotare per recuperare l'indumento, ma poi viene attaccata da uno squalo. Le urla strazianti della ragazza non sono sufficienti ad attirare l'attenzione del suo amico.
Nick Laduca è un brillante studente universitario di medicina che convive con il nerd Gordon. Un giorno il suo amico Malik li va a trovare e li invita a passare un weekend in vacanza sul Lago Vittoria soggiornando nella casa della bella Sara Palski. Nick e Gordon accettano, e il giorno dopo partono insieme allo stesso Malik, con Sara, Maya, la fidanzata di Malik , Blake e Beth, la ragazza di Blake e il cane, il Golden retriever di Sara. Durante una fermata presso un supermercato nei pressi del lago, Sara e Beth si ritrovano nel bagno a spettegolare sul narcisismo di Blake e della sua tendenza a prendere le cose con eccessiva superficialità. Nel frattempo Gordon cerca di convincere Nick a svelare a Sara il suo amore, insistendo di non perdere l'occasione delle vacanze. Fuori intanto Malik ha una discussione con un uomo di nome Red, che gli rivolge insulti a sfondo razziale. Red è accompagnato da Dennis, un amico di infanzia di Sara, che cerca di calmare la acque tra Malik e Red.
Giunti sul lago i ragazzi si trovano ad affrontare l'inaspettato arrivo degli squali che iniziano presto a seminare il terrore. In realtà gli animali non erano giunti nel lago a causa delle forti correnti, ma grazie ad un diabolico piano escogitato da Red, Dennis e dallo Sceriffo: i tre avevano installato sugli squali delle Gopro, che registravano in diretta le strazianti morti dei ragazzi. Le riprese venivano poi vendute dal trio per la realizzazione di una fantomatica "Settimana dello squalo". La mente criminale che aveva organizzato tutto pareva essere Dennis: cercava vendetta per essere stato sfregiato da Sara tre anni prima, quando lei, lasciandolo solo durante un'immersione subacquea, lo aveva colpito con l'elica della barca.

## Produzione
Inizialmente il film avrebbe dovuto avere il titolo Untitled 3D: Shark Thriller, ma una volta annunciato nel 2010, David R. Ellis scelse un titolo diverso: Shark Night 3D.

## Video musicale
Alla fine dei titoli di coda è presente un video musicale della canzone Shark Bite! cantata dal cast principale del film.